# Julia E. Lenska
Julia E. Lenska beter bekend onder de naam Julia Schäfle (Reutlingen, 22 juni 1988) is een Duitse actrice. Zij is in Nederland vooral bekend geworden om haar rol in de jeugdserie Hotel 13

## Carrière

### 2004 - 2009: Begin loopbaan
In 2004 volgde Schäfle onderwijs aan het Albert-Einstein-Gymnasium in Reutlingen. Daar speelde ze theater vanaf ze 14 jaar was, ze bleef er theater spelen tot ze was afgestudeerd. In 2004 speelde ze in het toneelstuk Krabat und die 7 Huren een productie door de school. Het gaat over een meisje uit Oost-Europa die gedwongen wordt tot prostitutie in Duitsland. De productie werd gekozen om mee te doen aan het theaterfestival in Duitsland. De productie vertegenwoordigde de deelstaat Baden-Württemberg. De productie werd in september van dat jaar opgevoerd voor het festival in het theater van Stuttgart. Schäfle viel in de smaak bij de bazen van het  theater en mocht in november van dat jaar een gastrol spelen in een ander stuk in het theater.
In 2007 en 2008 trad Schäfle op in het staattheater van Tübingen met de producties Auf der Höhe der Zeit (2007) en Beziehungswaisen (2008). In 2009 voltooide ze een opleiding aan het Theater Total in Bochum en in de eindproductie nam ze de rol van Elisabeth van Valois over in Friedrich von Schillers toneelstuk Don Carlos. Schäfle ontving veel goede recensies voor haar prestatie als koningin.

### 2010 - 2015: Doorbraak als actrice
In 2010 en 2011 studeerde Schäfle aan de Folkwang Universität in Essen. Ze speelde toen kleine rollen in kort films en hoger onderwijs films.
In 2011 speelde ze onder andere Blondie in Romeos, die op het internationaal filmfestival van Berlijn in 2011 werd vertoont. In 2011 speelde ze Ronja Richter in de telenovela van ZDF Lena – Liebe meines Lebens. Ze speelde in 2011 ook een rol in de tv- film van de ARD Der Mann, der alles kann, in deze misdaadkomedie speelde ze de rol van van Jule Meier.
In 2012 speelde Schäfle een belangrijke rol in de dagelijkse soap Hotel 13 van Nickelodeon. Ze speelde de rol van Liv Sonntag in 2012 en 2013.  Op 23 maart 2013 organiseerde ze ook het Duitstalige deel van de Nickelodeon Kids' Choice Awards voor Nickelodeon, dat een dag later uitgezonden werd op 24 maart 2013 in Duitsland, Oostenrijk en Zwitserland. Ze stond voor de camera van het tweede seizoen van Cheeese samen met Patrick Baehr in mei 2013, ter vervanging van Franziska Alber.
Van 2012 tot 2015 voltooide ze haar opleiding aan de Hochschule für Musik, Theater und Medien in Hannover. Tijdens haar opleiding speelde ze in 2014 op het Studiotheater in Hannover. Voor haar 4de jaar verscheen ze in het toneelstuk Mutter Courage und ihre Hunde van Marta Górnicka.

### 2016 - heden
In 2016 had ze verschillende rollen in tv-series. Schäfle heeft sinds het vierde seizoen een rol in de ARD-serie Morden im Norden. Ze speelde die rol in 2017 en 2018. Voor 2019 zijn er al een paar projecten in verschiet.

## Privé leven
Schäfle woont in Keulen. In de zomer van 2020 werd ze voor het eerst moeder.

## Filmografie
- 2010: 72 Stunden (korte film)
- 2011: Ghost I–1 (korte film)
- 2012: Ghost I–2 (korte film)
- 2011: Romeos (tv-film)
- 2011: Horst & Marie (korte film)
- 2012: Der Mann, der alles kann (tv-film)
- 2012–2014: Hotel 13 (tv-serie; Nickelodeon) (121 afleveringen)
- 2012: Die sechs Schwäne (tv-film)
- 2013: Cheeese (tv-serie; Nickelodeon)
- 2015–2016: Das Netzwerk (webserie; Studio71)
- 2016: Alles was zählt (tv-serie; hoofdrol)
- 2016: In aller Freundschaft – Die jungen Ärzte (tv-serie; afl. 55: Aus und vorbei)
- 2016: In aller Freundschaft (tv-serie, afl. 736–738)
- 2016: Zoo ohne Tiere (webserie)
- 2017: SOKO Leipzig - Wer Wind sät (tv-serie)
- 2017: Die Bergretter - Entscheidung im Eis (tv-serie)
- 2017: Unser Vater Markus Specht (webserie)
- 2017: Right Exit (webserie)
- 2017–2018: Morden im Norden (tv-serie)
- 2018: Placeboeffekt (webserie)
- 2018: Billy Kuckuck – Margot muss bleiben! (tv-film)
- 2018: Deborah (webserie)
- 2018: SOKO Köln - Tod des Feminismus (tv-serie)
- 2018: SOKO Wismar - Tod eines Lebensretters (tv-serie)
- 2019: Tatort (tv-serie)
- 2019: Verliebt in Island (tv-film) (postproductie)
- 2019: Merz gegen Merz (tv-serie) (postproductie)
- 2019: Masks don't lie (preproductie)

- 2019: In aller Freundschaft - (tv-serie; afleveringen: Gnadenlos en Ein neuer Arm für Max)
- 2019: Verliebt auf Island (tv-film)
- 2019: Billy Kuckuck – Eine gute Mutter
- 2020: Bettys Diagnose - Gegen alle Widerstände (tv-serie)
- 2020: Praxis mit Meerblick – Alte Freunde (tv-serie)
- 2021: Wilsberg: Einer von uns (tv-serie)
- 2022: SOKO Köln - Furry Tales (tv-serie)
- 2023: Sterben ist auch keine Lösung (tv-film)

- Gemeinsame Normdatei: 1061326551
- International Standard Name Identifier: 0000 0001 3331 3773
- Virtual International Authority File: 311611540